# Fredericksburg (Texas)
Fredericksburg település az Amerikai Egyesült Államok Texas államában, Gillespie megyében, melynek megyeszékhelye is. Lakosainak száma 10 875 fő (2020. április 1.).

## Népesség
A település népességének változása:

| 2010 | 10 530 |
| 2020 | 10 875 |